# 区仕衡
区仕衡（1217年—1277年），字邦铨，广州南海人。宋代词人。著有《九峰集》、《理学简言》。